# Ла-Мут
Ла-Мут (фр. La Mouthe) — пещера на юге Франции в департаменте Дордонь, расположенная в коммуне Лез-Эзи-де-Тайак-Сирёй.
Была открыта в 1894 году, став четвёртой палеолитической пещерой, после пещеры Шабо в департаменте Гар (1878), пещеры Альтамира в Испании (1879) и пещеры Пер-нон-Пер в Жиронде (1881). Открытие пещеры Ла-Мут способствовало признанию искусства верхнего палеолита.
Во время раскопок, проведённых в 1895 году, Эмиль Ривьер (1835—1922) обнаружил 100-метровый туннель, соединяющий вход с залами с наскальной живописью. В пещере обнаружено более 200 рельефов и цветных рисунков бизонов, лошадей, северных оленей, мамонтов и знаков, в том числе большие тектиформы. Ривьер, посетивший по приглашению археолога Франсуа Дало  открытую ранее пещеру Пер-нон-Пер, отметил «замечательную аналогию» изображений обеих пещер.
29 августа 1899 года в мадленском очаге у входа в одну из камер пещеры была обнаружена лампа из красного песчаника (Верхний палеолит, ок. 12000 — 11000 гг. до н. э.). На нижней стороне лампы была выгравирована голова козерога с длинными рогами, изогнутыми назад. Более тёмная верхняя часть с выдолбленной стороной была очищена учёными для анализа отложений тёмного вещества — выяснилось, что в качестве топлива использовались животные жиры. Лампа использовалась, скорее всего, для освещения.
Пещера объявлена памятником истории и охраняется с 11 июня 1953 года. Она была внесена в список Всемирного наследия ЮНЕСКО в 1979 году с другими пещерами с наскальными рисунками по реке Везер.
В настоящее время пещера законсервирована.